# Лихоборы (платформа, Октябрьская железная дорога)
Лихобо́ры (до 2020 года — НАТИ́) — остановочный пункт на главном ходу Октябрьской железной дороги в Москве.
Состоит из двух боковых пассажирских платформ, соединённых пешеходным путепроводом. Изначально на третьем (центральном) пути была платформа длиной в 4 вагона, но использовалась только при полном закрытии движения по смежному пути, а в 2010 году была демонтирована. Имеется пересадка на станцию «Лихоборы» Московского центрального кольца. 30 января 2020 года открылся крытый переход между остановочным пунктом и станцией МЦК.

## История
Остановочный пункт появился в 1946 году, назван по расположенному неподалёку Научному автомоторному институту (НАМИ), который с 1931 года по 1946 год носил название Научный автотракторный институт (НАТИ).
В 2011—2014 годах в связи с реконструкцией путей (строительство четвёртого главного пути) полностью перестроен. В 2011 году 2-я платформа (из Москвы) была демонтирована и заменена временной деревянной. С 28 октября 2012 года по 21 апреля 2014 года остановочный пункт был закрыт полностью.
В июне 2018 года вблизи станции открылось электродепо «Лихоборы» Люблинско-Дмитровской линии Московского метрополитена.
30 января 2020 года был открыт крытый переход на станцию МЦК «Лихоборы». В феврале 2020 года остановочный пункт также был переименован в Лихоборы.

## Движение
Располагается в бывшей промзоне, до открытия МЦК на станции останавливалась лишь малая часть электричек. После пуска МЦК, с 11 декабря 2016 года останавливаются все пригородные поезда, а также несколько экспрессов — «Ласточка» (7301 Р, 7947), курсирующих по маршрутам Тверь — Клин — Крюково — Москва. Остальные экспрессы «Ласточка» проезжают остановочный пункт без остановки. При временных изменениях по 3—4 путям все поезда могут проходить станцию без остановки.
С 2019 года делает остановку поезд 725/726 Москва — Санкт-Петербург.

## Наземный общественный транспорт
На этой станции можно пересесть на следующие маршруты городского пассажирского транспорта:
- Автобусы: 139, 323, 427

## Фотографии

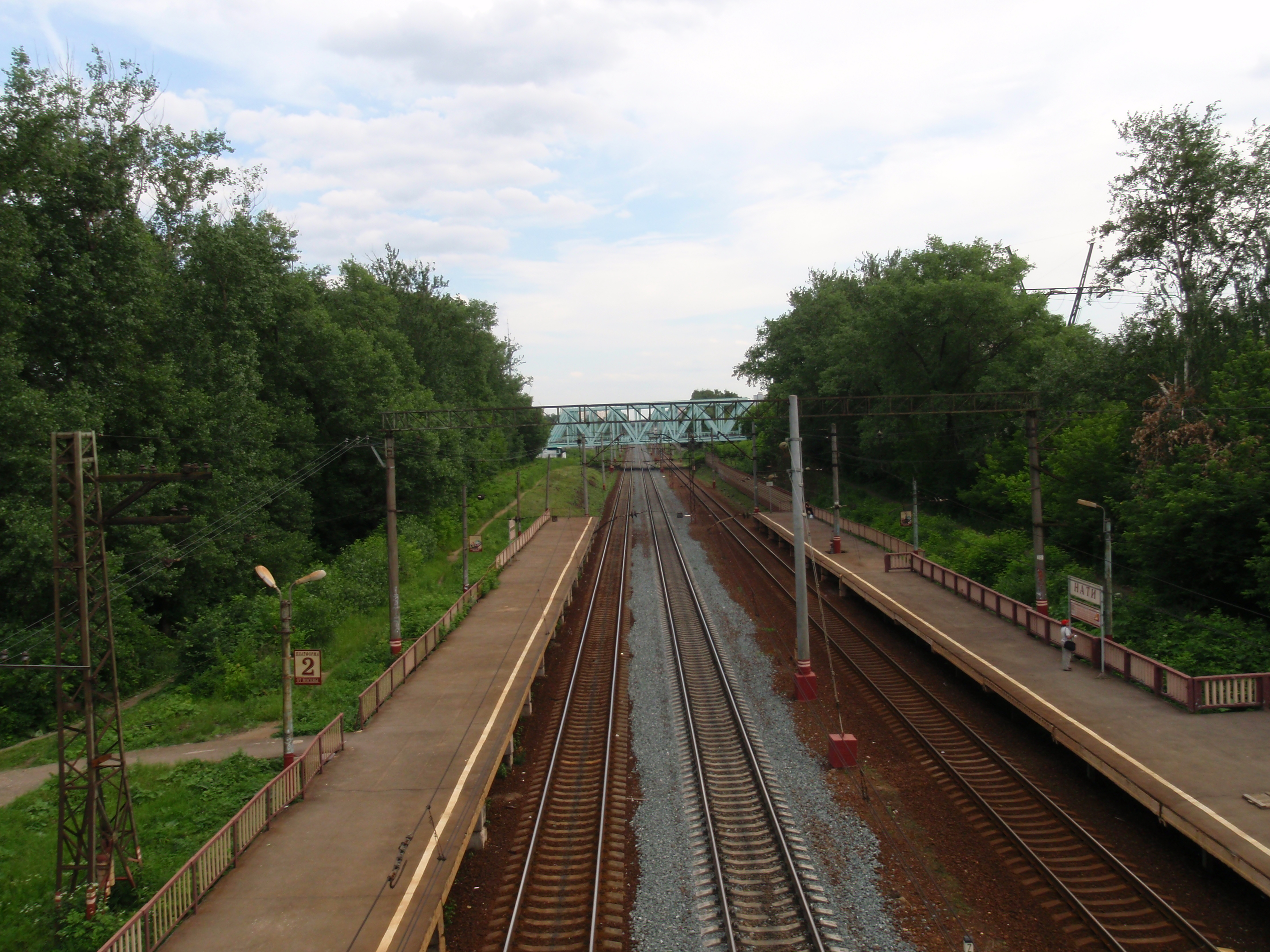
До реконструкции, вид в сторону Петровско-Разумовское, 2009 год. Вдали виден путепровод МОЖД
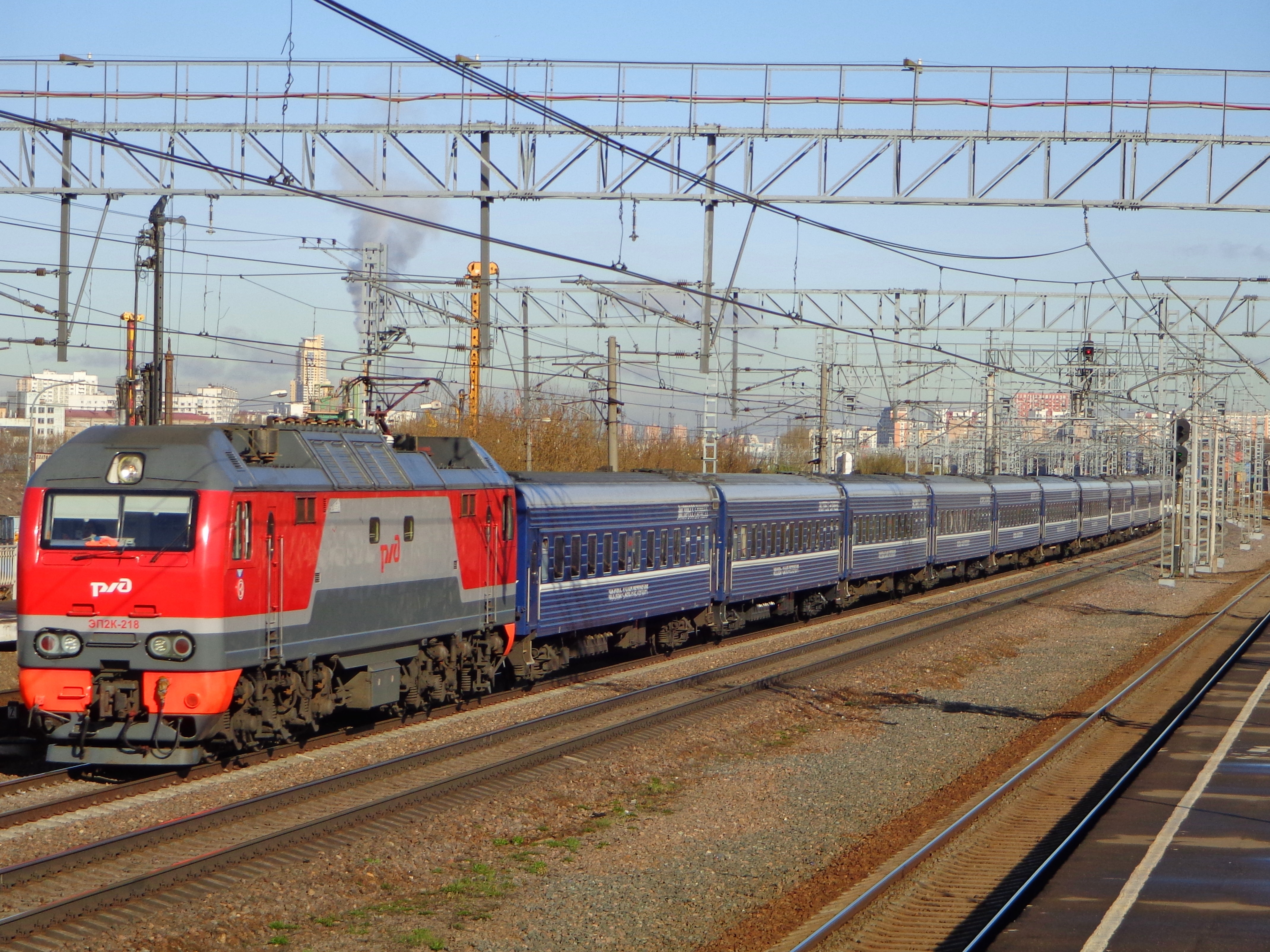
Электровоз ЭП2К-218 с поездом 003А «Экспресс» Санкт-Петербург — Москва проследует платформу НАТИ
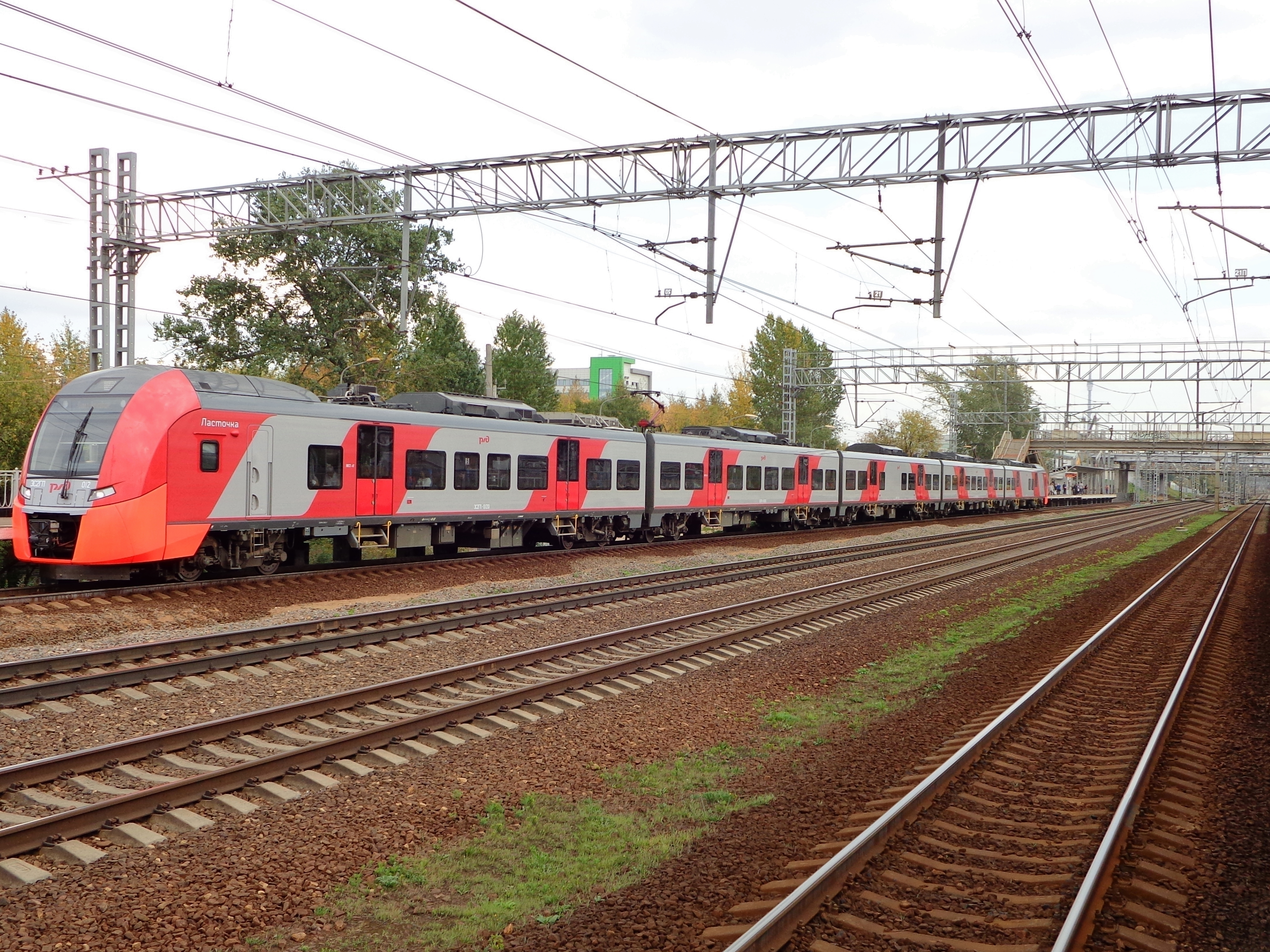
Поезд 802В «Ласточка» Москва — Санкт-Петербург составом ЭС2ГП-012 с остановкой по платформе НАТИ